# Pic d'Escobes
El Pic d'Escobes es troba a prop dels estanys del Juclar a Andorra, pertany a la parròquia de Canillo i té una altura aproximada de 2.781 m. Tot i l'alçada poc notable s'ha d'advertir que té una certa dificultat en l'últim tram de 70 m, on el terreny és cada vegada més escarpat i es fa necessari de grimpar per assolir el cim. La duradade l'ascensió és aproximadament de 2h - 2:30h des del Refugi de Juclar.
Aquest cim està inclòs al Repte dels 100 cims de la Federació d'Entitats Excursionistes de Catalunya.